# Sweet Sinner
 (février 2021).
Si vous disposez d'ouvrages ou d'articles de référence ou si vous connaissez des sites web de qualité traitant du thème abordé ici, merci de compléter l'article en donnant les références utiles à sa vérifiabilité et en les liant à la section « Notes et références ».
Sweet Sinner est une société américaine assurant les production et distribution de films pornographiques.

## Histoire
Fondée en 2009 par Jonathan Blitt et l'actrice pornographique Nica Noelle, la société est spécialisée dans les films hétérosexuels. C'est la contrepartie de leur autre société Sweetheart Video qui est orientée lesbiennes. Noelle écrit et réalise tous les films.

## Récompenses et nominations
- 2012 XBIZ Award nominee – Couples-Themed Release of the Year – My Girlfriend’s Mother
- 2012 XBIZ Award nominee – Couples-Themed Release of the Year – My Mother’s Best Friend 4
- 2011 AEBN Award – Best Feature Film – The Stepmother 3: Trophy Wife
- 2011 AVN Award nominee – Best Feature – Gigolos
- 2011 Feminist Porn Award nominee – My Girlfriend’s Mother
- 2010 AEBN Award – Best Feature – My Daughter's Boyfriend
- 2010 AVN Award nominee – Best New Line
- 2010 AVN Award nominee – Best Video Feature – My Daughter’s Boyfriend
- 2010 Feminist Porn Award – Sexiest Straight Movie – The Deviant

## Personnalités

### Actrices produites
Ci-dessous, quelques-unes des actrices les plus connues :
- Abella Danger
- Adriana Chechik
- Adrianna Luna
- Aidra Fox
- A.J. Applegate
- Alana Evans
- Alexis Fawx
- Alina Li
- Allie Haze
- Amarna Miller
- Andy San Dimas
- Angela White
- Angell Summers
- Anikka Albrite
- Anissa Kate
- Ann Marie Rios
- April O'Neil
- Asa Akira
- Ash Hollywood
- Aurora Snow
- Ava Addams
- Avy Scott
- Bobbi Starr
- Brandi Love
- Brandy Aniston
- Breanne Benson
- Britney Amber
- Carter Cruise
- Casey Calvert
- Chanel Preston
- Chastity Lynn
- Cherie DeVille
- Christie Stevens
- Dana DeArmond
- Dana Vespoli
- Dani Jensen
- Darla Crane
- Darryl Hanah
- Deauxma
- Dillion Harper
- Dyanna Lauren
- Elexis Monroe
- Elsa Jean
- Gina Valentina
- Gracie Glam
- Inari Vachs
- India Summer
- Jandi Lin
- Jasmine Jae
- Jennifer White
- Jessa Rhodes
- Jessica Bangkok
- Jessie Andrews
- Jiz Lee
- Julia Ann
- Jynx Maze
- Katie Morgan
- Katie St. Ives
- Katsumi
- Keisha Grey
- Kendra Lust
- Kenna James
- Kimberly Kane
- Kimmy Granger
- Kristina Rose
- Kylie Ireland
- Lana Rhoades
- Lea Lexis
- Lexi Belle
- Lily Carter
- Lily LaBeau
- Lindsey Meadows
- Lisa Ann
- London Keyes
- Maddy O'Reilly
- Madison Young
- Magdalene St. Michaels
- Marica Hase
- Marie McCray
- Marina Visconti
- Melanie Rios
- Melissa Monet
- Melissa Moore
- Michelle Lay
- Misty Stone
- Natasha Nice
- Nica Noelle
- Nicole Ray
- Nikita Denise
- Nina Hartley
- Nyomi Banxxx
- Penny Pax
- Presley Hart
- Raylene
- RayVeness
- Remy LaCroix
- Riley Reid
- Roxanne Hall
- Samantha Ryan
- Sara Luvv
- Sarah Vandella
- Satine Phoenix
- Shayla LaVeaux
- Skin Diamond
- Sovereign Syre
- Stephanie Swift
- Sunny Lane
- Syren De Mer
- Tanya Tate
- Teri Weigel
- Tiffany Doll
- Tori Black
- Trinity Post
- Valentina Nappi
- Veronica Avluv
- Vicki Chase
- Yurizan Beltran
- Zoe Voss
- Zoey Holloway